# Аркбутан

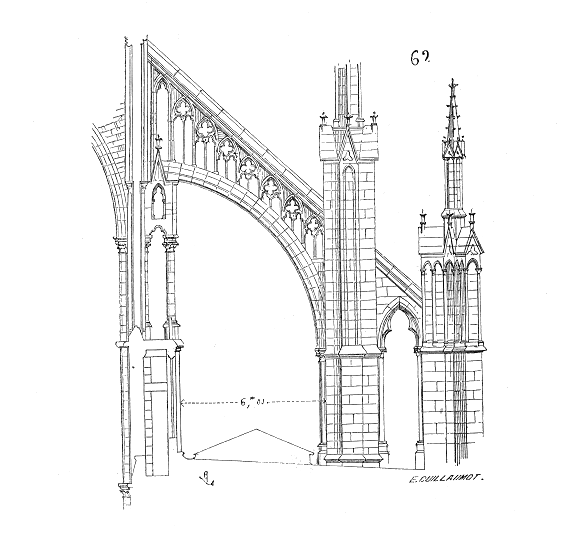
Аркбутан катедри д'Ам'єн

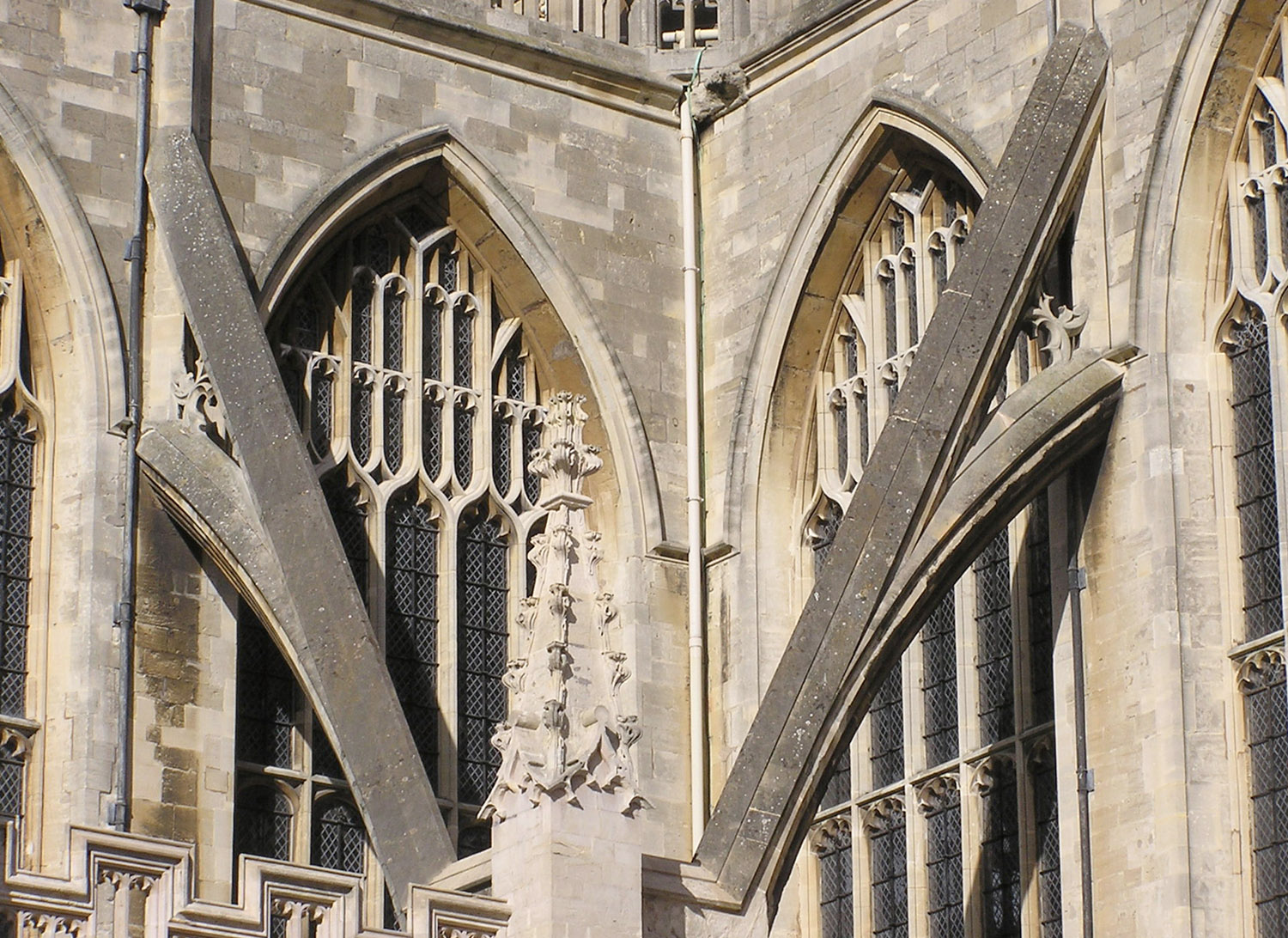

Аркбута́н (фр. arc-boutant — «підпірна арка») — відкрита лучкова повзуча арка, зовнішня кам'яна напіварка, що передає розпір склепінь головного нефа готичного храму опорним стовпам — контрфорсам, розташованим за межами основного об'єму будівлі.
Система аркбутанів, контрфорсів і нервюр складає конструктивну основу готичного храму.

## Застосування
Аркбутан був відомий в Стародавній Русі (застосований в Софійському соборі Києва, 1037), проте у вітчизняній архітектурі зустрічається дуже рідко.
Аркбутани широко застосовувалися у готичній архітектурі. В 2-й пол. XII століття аркбутан став архітектурно-конструктивною основою великих готичних соборів Франції, Італії, Німеччини тощо.
Спочатку вони робилися прихованими даховою покрівлею, згодом височіли над бічним нефом, де з удосконаленням конструкцій виконувались однорядними і дворядними. У п'ятинефних соборах влаштовувались двопроймові аркбутани з проміжною підпорою на проміжному стовпі. Складені з суцільних каменів, вони завершувались нахиленою площиною, що використовувалась для водостоку.
Застосування аркбутанів дозволяє значно скоротити розміри внутрішніх опор, звільнити простір храму, збільшити віконні отвори, пройми зведень і т. д.